# Linda Pastan
Linda Pastan (Nueva York, 27 de mayo de 1932-Chevy Chase, 30 de enero de 2023) fue una poeta estadounidense de origen judío. De 1991 a 1995 fue Poeta Laureada de Maryland. Es conocida por sus poemas cortos que tratan temas como la vida familiar y doméstica, la maternidad, la experiencia femenina, el envejecimiento, la muerte, la pérdida y el miedo a la pérdida, así como la fragilidad de la vida y las relaciones. Sus poemarios  más recientes incluyen Insomnia, Travelling Light y A Dog Runs Through It.

## Trayectoria
Pastan ha publicado 15 libros de poesía y varios ensayos. Entre los galardones que ha recibido están el Dylan Thomas Award, un Pushcart Prize, el premio Alice Fay di Castagnola (Poetry Society of America), el premio Bess Hokin (Poetry Magazine), el Maurice English Poetry Award de 1986 (por Una fracción de oscuridad), la Mención Charity Randall del Foro Internacional de Poesía y el Premio de Poesía Ruth Lilly 2003. Además del Radcliffe College Distinguished Alumnae Award.
Dos de sus poemarios fueron nominadas para el National Book Award y otro para Los Angeles Times Book Prize.

## Familia
A partir de 2018, vive en Chevy Chase, Maryland con su marido Ira Pastan, un reconocido médico e investigador.
Es la madre de la novelista Rachel Pastan; Peter Pastan, chef y restaurador en Washington, D.C, y el nefrólogo de Atlanta Stephen Pastan.

### Poesía
Poemarios
- A perfect circle of sun. Chicago: Swallow Press. 1971.
- Aspectos de Eva . Nueva York : Liveright. 1975,ISBN 9780871401021
- De camino al zoológico: poemas, ilustrados por Raya Bodnarchuk, Dryad Press, 1975
- Marcas . 1978
- Las cinco etapas del duelo . Nueva York: WW Norton & Co., 1978
- Configuración de la mesa Dryad Press . 1980
- Esperando mi vida . Nueva York: WW Norton & Co. 1981,ISBN 9780393000498
- PM / AM . Nueva York: WW Norton & Co. 1982,ISBN 9780393300550
- Una fracción de oscuridad . Nueva York: Norton, 1985ISBN 9780393302516
- El paraíso imperfecto . Nueva York: WW Norton & Company, 1988,ISBN 9780393025651
- Héroes disfrazados . Nueva York: WW Norton & Co. 1991,ISBN 9780393309225
- Una vida futura temprana . Nueva York: WW Norton & Co. 1995,ISBN 9780393313819
- Noche de Carnaval. Poemas nuevos y seleccionados: 1968-1998 . Nueva York: WW Norton & Co. 1998,ISBN 9780393319279
- El último tío . Nueva York: WW Norton & Co. 2001,ISBN 9780393325300
- Reina de un país lluvioso: poemas . WW Norton & Co. 2006,ISBN 9780393331417
- Traveling Light: Poems. W.W. Norton & Company. January 2011. ISBN 978-0-393-07907-4.
- Insomnio: Poemas . Nueva York: WW Norton & Co. 2015.ISBN 9780393247183
- Un perro lo atraviesa . Nueva York: WW Norton & Co. 2018.ISBN 9780393651300

### Estudios críticos y reseñas de la obra de Pastan
- Franklin, Benjamín. 1981. "Tema y estructura en la poesía de Linda Pastan". En: Poet Lore . 75 (4). 234 - 241.
- Mishkin, Tracy. 2004 "Aspectos de Eva: El jardín del Edén en la poesía de Linda Pastan". En: Behlau, Ulrike (ed. ), Reitz, Bernhard (ed.). Escritura de mujeres judías de la década de 1990 y más allá . Tréveris: Wissenschaftlicher Verlag. 95-103.
- "Lo que sea que esté a la mano. Una conversación con Linda Pastan". 1989. En: Ingersoll, Earl (ed.), Cocina, Judith (ed. ), Rubin, Stan (ed.). Los postconfesionales: conversaciones con poetas estadounidenses de los años ochenta . Nueva York: Associated University Press. 135-149.